# 1982 Голяма награда на Сан Марино
1982 Голяма награда на Сан Марино е 2-рото за Голямата награда на Сан Марино и четвърти кръг от сезон 1982 във Формула 1, провежда се на 25 април 1982 година на пистата Имола близо до град Имола, Италия.

## Репортаж
След решението на стюардите в края на ГП на Бразилия, Нелсън Пикет и Кеке Розберг бяха изключени от класирането, след като техните болиди бяха използвани водни резервоари като баласт, за да запазят болидите под теглото което е нужно по време на състезание. Последва и решението на ФОКА (Асоциацията на отборите от Формула 1) след края на ГП на САЩ-запад, е решено че всички отбори ще бойкотират следващото състезание и то в Имола.
Докато повечето от ФОКА отбори в това число Брабам, Уилямс, Макларън и Лотус които бойкотираха състезанието, останалите четири Тирел, Толеман, Осела и АТС решиха да вземат участие в индия уикенд.
Макар тези отбори да участват в състезанието само 14 болида стартираха Голямата награда на Сан Марино, от които Ферари и Рено са определени като отборите които ще спорят за победата в това състезание.
Пилотите на Рено, Рене Арну и Ален Прост стартират от първа редица, следвани от Жил Вилньов и Дидие Пирони с Ферари на втора редица. Микеле Алборето с Тирел и Алфа Ромео-то на Бруно Джакомели оформят третата редица.
Арну поведе колоната пред двете Ферари-та на Вилньов и Пирони. Междувременно британците Дерек Уорик и Брайън Хентън бяха първите отпаднали в началото на първата обиколка. Андреа де Чезарис, който стартира седми изпита сериозни затруднения и трябваше да прекрати участието си с повреда по електрото след 4-та обиколка. Арну направи разлика от почти пет секунди пред Ферари-тата в края на 7-а обиколка. По това време Прост също отпадна от състезанието с повреда по двигателя. В 22-рата обиколка Пирони изпревари Вилньов за втората позиция и започват да притискат лидера Арну. Канадецът си върна позицията четири обиколки по-късно преди в 27-ата Вилньов да изпревари Арну за първата позиция. Джакомели отпадна в началото на 25-а обиколка с повредата която сполетя Прост със своето Рено. По всичко изглежда че Арну ще запази позицията си до момента в който турбото на неговото Рено се повреди и даде шанс на Ферари-тата да излязат първи и втори в класирането. С третия в класирането след отпадането на французина Микеле Алборето далеч пред небесно червените болиди на Скудерията Вилньов и Пирони си разменяха водачеството преди в последната обиколка Пирони да изпревари онкончателно съотборника си след малка грешка при завоя Тоса. Пирони финишира като победител пред Вилньов, Алборето, Жан-Пиер Жарие и Елисео Салазар. Манфред Винкелхок е дисквалифициран след като колата му е с по-ниско от нормалното тегло след състезанието. Тео Фаби е седми на пистата но не е класиран с изоставане от почти 10 обиколки от победителя.
След състезанието Вилньов е бесен от ситуацията която се случи след като Пирони го изпревари в последната обиколка. Отборната заповед отстрана на Ферари е на двамата да намалят скоростта си, което според канадеца е шанс да запазят позициите си. Пирони обаче имаше друга теория, което нажежи отношението между двамата и доведе от изказването на Жил, че повече няма да говори с Дидие.

## Резултати
| Поз | No | Пилот             | Конструктор  | Обиколки | Време/Отпадане  | Място | Точки |
| --- | -- | ----------------- | ------------ | -------- | --------------- | ----- | ----- |
| 1   | 28 | Дидие Пирони      | Ферари       | 60       | 1:36:38.887     | 4     | 9     |
| 2   | 27 | Жил Вилньов       | Ферари       | 60       | + 0.366         | 3     | 6     |
| 3   | 3  | Микеле Алборето   | Тирел-Форд   | 60       | + 1:07.684      | 5     | 4     |
| 4   | 31 | Жан-Пиер Жарие    | Осела-Форд   | 59       | + 1 Об.         | 9     | 3     |
| 5   | 10 | Елисео Салазар    | АТС-Форд     | 57       | + 3 Об.         | 14    | 2     |
| ДКФ | 9  | Манфред Винкелхок | АТС-Форд     | 54       | Дисквалифициран | 12    |       |
| НКл | 36 | Тео Фаби          | Толеман-Харт | 52       | Не е класиран   | 10    |       |
| Отп | 16 | Рене Арну         | Рено         | 44       | Турбо           | 1     |       |
| Отп | 23 | Бруно Джакомели   | Алфа Ромео   | 24       | Двигател        | 6     |       |
| Отп | 32 | Рикардо Палети    | Осела-Форд   | 7        | Окачване        | 13    |       |
| Отп | 15 | Ален Прост        | Рено         | 6        | Двигател        | 2     |       |
| Отп | 22 | Андреа де Чезарис | Алфа Ромео   | 4        | Електро         | 7     |       |
| Отп | 4  | Брайън Хентън     | Ероуз-Форд   | 0        | Трансмисия      | 11    |       |
| Отп | 35 | Дерек Уорик       | Толеман-Харт | 0        | Електро         | 8     |       |

## Класиране след състезанието
| Поз | Пилот           | Точки |
| --- | --------------- | ----- |
| 1   | Ален Прост      | 18    |
| 2   | Ники Лауда      | 12    |
| 3   | Дидие Пирони    | 10    |
| 4   | Микеле Алборето | 10    |
| 5   | Кеке Розберг    | 8     |
| 6   | Джон Уотсън     | 8     |
| 7   | Карлос Ройтеман | 6     |
| 8   | Жил Вилньов     | 6     |

| Поз | Конструктор   | Точки |
| --- | ------------- | ----- |
| 1   | Рено          | 22    |
| 2   | Макларън-Форд | 20    |
| 3   | Ферари        | 16    |
| 4   | Уилямс-Форд   | 14    |
| 5   | Тирел-Форд    | 10    |
| 6   | Лотус-Форд    | 6     |
| 7   | АТС-Форд      | 4     |
| 8   | Брабам-Форд   | 4     |